# Vair-sur-Loire
Vair-sur-Loire – gmina we Francji, w regionie Kraj Loary, w departamencie Loara Atlantycka. W 2013 roku liczba ludności na terenie obecnej gminy wynosiła 4491 mieszkańców. 
Gmina została utworzona 1 stycznia 2016 roku z połączenia dwóch wcześniejszych gmin: Anetz oraz Saint-Herblon. Siedzibą gminy została miejscowość Saint-Herblon.